# Rengârenk
Rengârenk is het achtste album van de Turkse singer-songwriter Sertab Erener.

## Tracklist
1. Rengarenk
2. Bir Varmışım Bir Yokmuşum
3. Koparılan Çiçekler
4. Asla
5. Bir Damla Gözlerimde
6. İkimiz Bir Fidanın
7. Bir Çaresi Bulunur
8. Avare
9. İstanbul
10. Ego
11. Bu Böyle
12. Ayrılık ve Biz
13. Açık Adres (Akustik)
14. Koparılan Çiçekler (Akustik)
15. Koparılan Çiçekler Remix: David Saboy & Ozan Yılmaz
16. Koparılan Çiçekler Remix: Philippe Laurent
17. Koparılan Çiçekler Remix: Burak Yeter